# بانک داده پروتئین

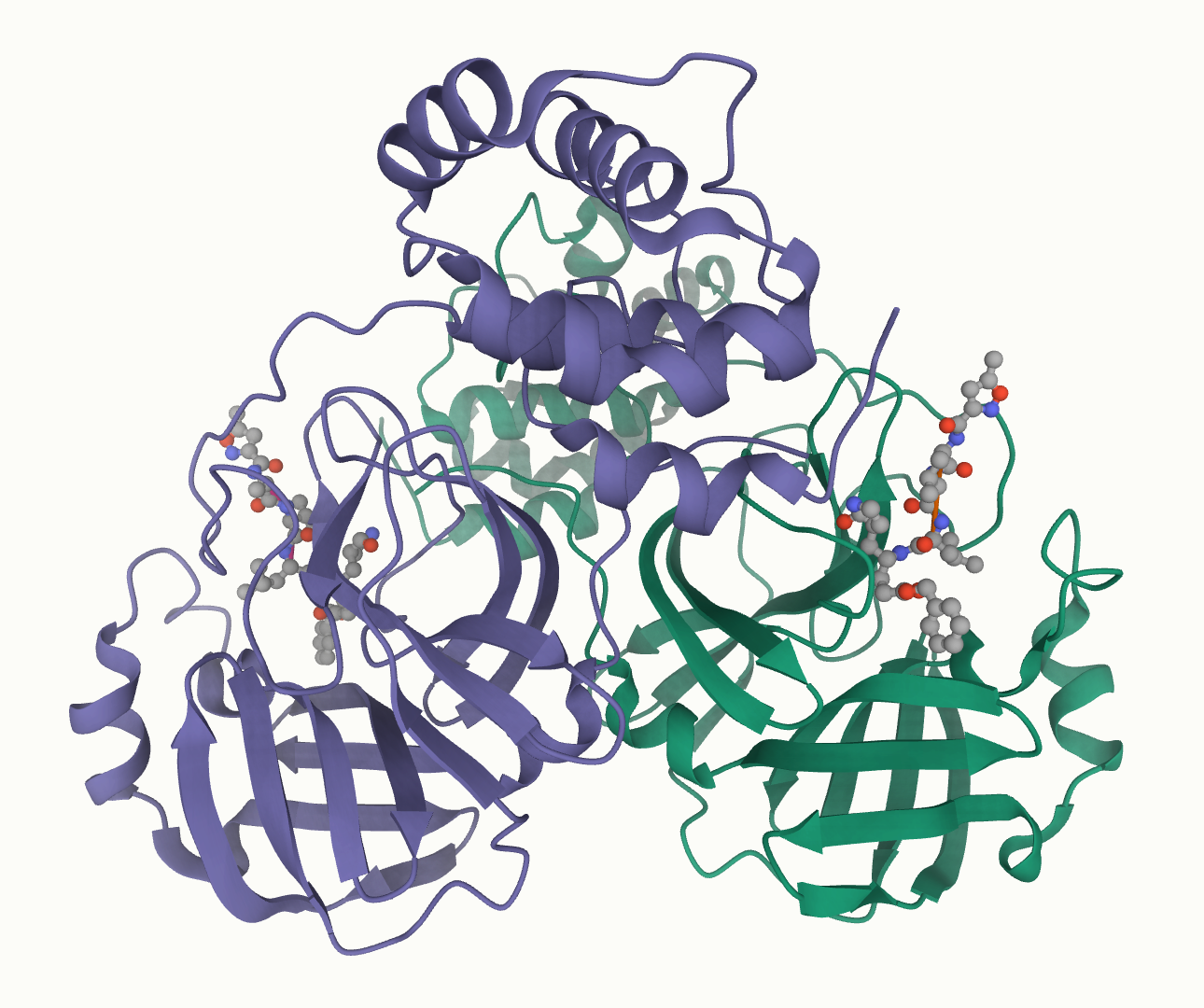
ساختار بلوری پروتئاز اصلی COVID-19 با مهار کننده N3

در زیست‌شناسی، بانک داده پروتئین (به انگلیسی: Protein Data Bank) (به اختصار PDB) منبعی برای ساختارهای پروتئینیآزمایشگاهی و اسیدهای نوکلئیک است. هدف اکثر بانک‌های داده ساختار پروتئین عبارت است از؛ دسترسی جامعه زیست‌شناسان به داده‌های آزمایشی، به منظور ساماندهی و تفسیر ساختار پروتئین‌ها. داده‌های موجود در پایگاه داده‌های ساختار پروتئین اغلب شامل مختصات سه بعدی و همچنین اطلاعات آزمایشگاهی از قبیل ابعاد سلول و زوایای ساختارهای تعیین شده توسط بلورنگاری پرتو-ایکس یا بیناب‌نمایی ان‌ام‌آر می‌باشد. مدیریت این بانک داده با سازمانی به نام بانک داده جهانی پروتئین (wwPDB) است. اما در ادامه لیستی از سایر بانک‌های داده موجود آورده شده‌است.

## بانک داده جهانی پروتئین
بانک داده جهانی پروتئین (به انگلیسی:Worldwide Protein Data Bank)(به اختصار: wwPDB) سازمانی جهانی‌ست که مأموریت آن حفظ یک بایگانی واحدِ بانک داده پروتئینی از داده‌های ساختاری ماکرومولکولی است و آن را به‌طور آزاد در دسترس جامعه جهانی قرار می‌دهد. در این پایگاه اطلاعات مربوط به ساختار سه بعدی ماکروملکول‌های زیستی ذخیره شده‌است. آرشیو PDB توسط مؤسسه بینلمللی worldwide Protein Data Bank - wwPDB اداره می‌شود. مؤسسات زیر بنیانگذاران wwPDB هستند:
- بانک داده‌های پروتئین در اروپا (به انگلیسی: Protein Data Bank in Europe - PDBe)
- بانک داده‌های پروتئین در ژاپن (به انگلیسی:Protein Data Bank in Japan - PDBj)
- گروه پژوهشیِ بیوانفورماتیک ساختاری (به انگلیسی:Research Collaboratory for Structural Bioinfomartics - RCSB)
- بانک رزونانس مغناطیسی زیستی (به انگلیسی:Biological Magnetic Resonance Bank - BMRB)

## لیست سایر بانک‌های داده پروتئین
- پایگاه‌داده حرکات درشت‌مولکولی (به انگلیسی: Database of Macromolecular Movements[۱]): حرکات درشت‌مقیاس پروتئین‌ها و سایر درشت‌مولکول‌ها را با استفاده از فیلم نمایش می‌دهد. بعلاوه، انواع ابزارها و سرورهای نرم‌افزاری رایگان برای تجزیه و تحلیل ساختاری دراختیار مخاطب قرار می‌دهد.
- RCSB:[۲] این منبع از پایگاه داده PDB تهیه شده‌است. اطلاعات مربوط به اشکال سه بعدی پروتئین‌ها، اسیدهای نوکلئیک و ساختارهای پیچیده که به دانشجویان و محققان کمک می‌کند تا همه جنبه‌های زیست پزشکی و کشاورزی را درک کنند، از سنتز پروتئین گرفته تا سلامت و بیماری.
- پروتِپریا: یک دائرةالمعارف سه‌بعدی برای پروتئین و سایر مولکول‌هاست، که در آن صفحه ای برای هرPDB دارد.
- PDBSum:[۳] یک پایگاه داده تصویری است که یک نگاه اجمالی به مطالب هر ساختار سه بعدی سپرده شده در PDB ارائه می‌دهد. ساختارهای مولکولی را (یعنی زنجیره‌های پروتئین، DNA، لیگاند و یون‌های فلزی) به‌همراه نمودارهای شماتیک از تعامل بین آنها را نشان می‌دهد.
- بانک‌داده جهت‌گیری پروتئین‌ها در غشاها (OPM): پایگاه داده‌ای که برای موقعیت فضایی ساختارهای پروتئین غشایی نسبت به دولایه لیپیدی فراهم می‌کند.
- لمکدهٔ پروتئین (ProteinLounge[۴]): علاوه بر اینکه مانند سایر بانک اطلاعاتی پروتئین شامل تصاویری از ساختار پروتئین است، همچنین، شامل مسیرهای پروتئینی و توالیهای ژن نیز هست.

## اهمیت و کاربرد

ساختار کریستالی پروتئین DEOXYHAEMOGLOBIN در انسان. شبیه‌سازی توسط RCSB

بانک داده‌های پروتئین از سال‌های ۱۹۷۱ میلادی به شدت علم زیست‌شناسی را تحت تأثیر قرار داده‌است. بسیاری از مقالاتی که امروزه، بخصوص در علم بیوانفورماتیک، ثبت می‌شوند، از اطلاعات موجود در این پایگاه‌داده بهره کافی می‌برند.
مذاکرات مربوط به بیوانفورماتیک و زیست‌شناسی محاسباتی نشان داد که چگونه در دسترس بودن ده‌ها هزار سازه، روش‌های کاملاً جدیدی برای پیشبرد علم را امکان‌پذیر کرده‌است. به عنوان مثال، جانت تورنتون از رویکردهای بیوانفورماتیک برای درک خانواده‌ها و عملکرد آنزیم‌ها استفاده می‌کند. وی در ارائه خود بر اهمیت یک‌پارچه سازی داده‌های ساختاری با داده‌های منابع دیگر تأکید کرد. آندره سالی یک رویکرد یکپارچه برای تعیین ساختارها را توصیف می‌کند. او با استفاده از داده‌هایی با محتوای اطلاعاتی نسبتاً محدود، نشان داد که چگونه می‌توان به یک مدل بسیار قابل قبول برای یک مجتمع منافذ هسته ای (nuclear pore complex) رسید. دیوید بیکر توضیح داد که چگونه از روش‌های آزمایش و مدل‌سازی برای طراحی و پیش‌بینی ساختارها استفاده می‌کند. دیوید سیرلز که بخاطر کارهای خود در توصیف DNA به عنوان یک زبان مشهور است، اکنون از ساختار پروتئین برای ایجاد یک دستور زبان جدید استفاده می‌کند.